# Pato-falcado

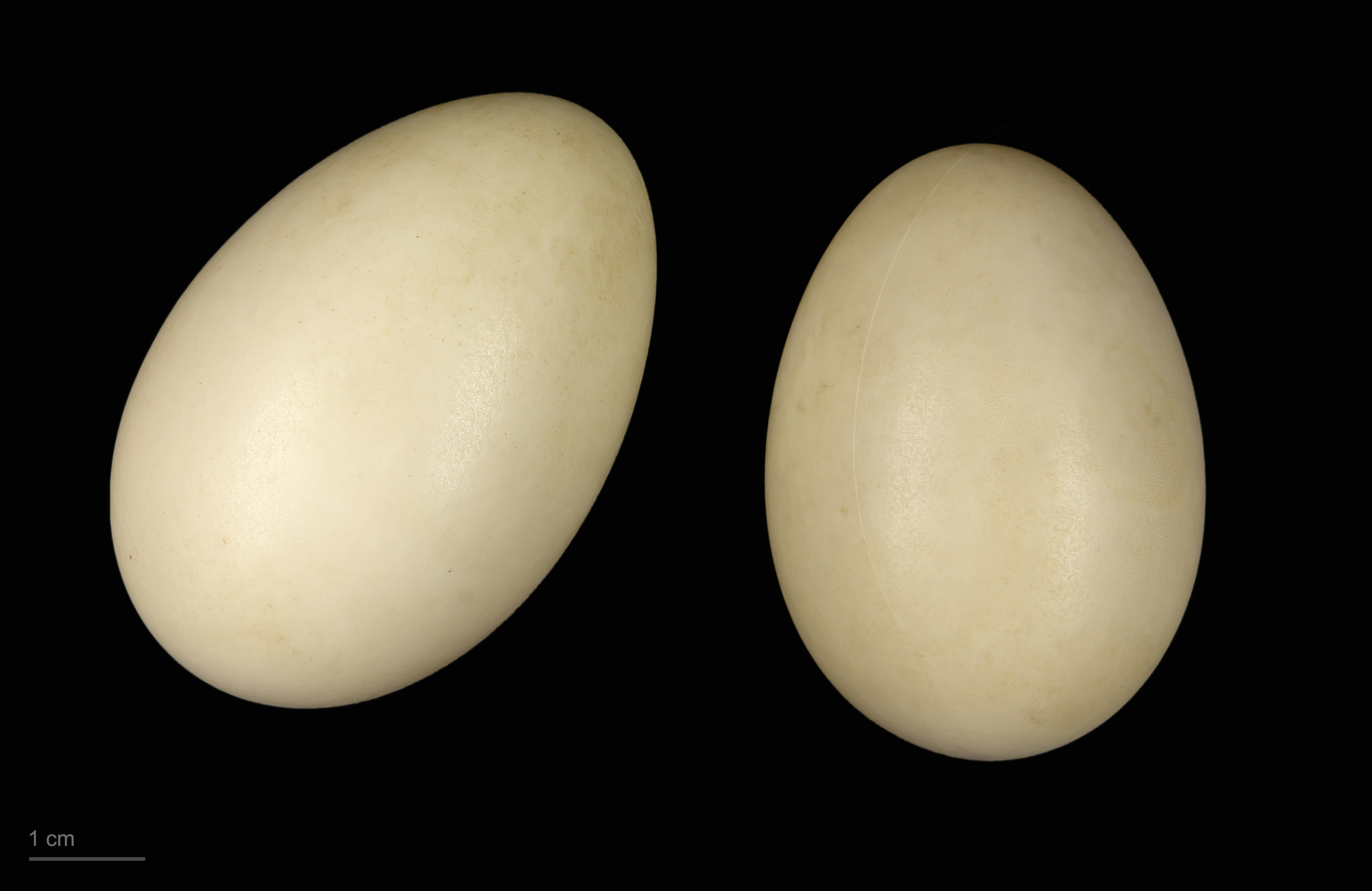
Anas falcata - MHNT

A Mareca falcata, comummente conhecida como pato-falcado, é uma ave pertence à família dos Anatídeos.

## Etimologia
Do que toca ao nome científico:
- O nome genérico, Mareca, foi cunhado pelo biólogo inglês James Francis Stephens em 1824,[4][5] por alusão à palavra portuguesa «Marreco»,[6] comummente utilizada para designar espécies de patos de porte pequeno.[7]
- O epíteto específico, falcata,[8] provém do latim clássico falcātus,[9] que significa «foice; gadanha; gancho», por alusão ao formato das penas terminais das asas, que são curvas.

## Descrição
Esta espécie é pautada pelo dimorfismo sexual, pelo que os machos e as fêmeas têm aspectos diferentes.
Esta espécie de pato de origem asiática, pode medir até cerca de 50 centímetros de comprimento, apresentando uma plumagem mosqueada em tons acinzentados com garganta branca, bem como um bico estreito e escuro.
Pelos tons avermelhados e esverdeados da plumagem da cabeça, o macho pode fazer lembrar uma marrequinha-comum, contudo é bastante maior do que esta espécie. Por seu turno, a fêmea tem a plumagem da cabeça acastanhada e apresenta os lados da cabeça vermiculados, assemelhando-se à frisada ou a um arrabio.

## Distribuição
Este pato distribui-se pelo continente asiático, mormente nas regiões mais orientais da Sibéria, Mongólia, China, chegando até ao Japão. As ocorrências desta espécie são muito raras na Europa.

### Portugal
Apesar da sua raridade, esta espécie já foi observada em Portugal, no paul do Boquilobo e no paul do Taipal, na planície aluvial do Baixo Mondego.

## Taxonomia
Esta espécie é monotípica (não são reconhecidas subespécies).

### Sinonímia
- Anas falcata[14]

A alteração de género de Anas para Mareca decorreu por virtude das recomendações emitidas pelo IOC, que determinou, com base em estudos publicados em 2009, que o género Anas não era monofilético, pelo que foi dividido em 4 géneros monofiléticos, dentre os quais se conta o género Mareca, onde se inseriram 5 espécies extantes, incluindo a Mareca falcata.